# ایلیاس پاشیچ
ایلیاس پاشیچ (انگلیسی: Ilijas Pašić؛ ۱۰ مهٔ ۱۹۳۴ – ۲ فوریهٔ ۲۰۱۵) بازیکن و مربی فوتبال اهل یوگسلاوی بود.
از باشگاه‌هایی که در آن بازی کرده‌است می‌توان به باشگاه فوتبال ژلیزنیچار سارایوو، باشگاه فوتبال دینامو زاگرب، و باشگاه فوتبال سارایوو اشاره کرد.
وی همچنین در تیم ملی فوتبال یوگسلاوی بازی کرده‌است.